# Петалодонтообразные
Петалодонтообразные, или петалодонты (лат. Petalodontiformes), — отряд ископаемых морских хрящевых рыб, родственный современному отряду химерообразных, остатки которых найдены в основном на территории США и Европы. За несколькими исключениями известны только по зубам. Наиболее известные представители: Belantsea montana и Janassa bituminosa.
Возраст ископаемых остатков варьирует от начала каменноугольного до конца триасового периодов; подавляющее большинство видов вымерло к окончанию массового пермского вымирания и лишь один — Ctenoptychius ordii — не пережил следующее, триасово-юрское.

## Классификация
По данным сайта Fossilworks, на май 2016 года в отряде Petalodontiformes выделяют 4 семейства и 27 родов:
- † Семейство Belantseidae
  - † Род Беланцея (Belantsea)[5]
  - † Род Ctenoptychius
  - † Род Netsepoye
- † Семейство Janassidae
  - † Род Fissodus
  - † Род Janassa
- † Семейство Petalodontidae
  - † Род Antliodus
  - † Род Chomatodus
  - † Род Glossodus
  - † Род Glyphanodus
  - † Род Harpacodus
  - † Род Itapyrodus
  - † Род Lisgodus
  - † Род Neopetalodus
  - † Род Petalodus
  - † Род Polyrhizodus
  - † Род Strigilina
  - † Род Tanaodus
- † Семейство Pristodontidae [syn. Peripristidae]
  - † Род Calopodus
  - † Род Davodus
  - † Род Megactenopetalus
  - † Род Peripristis
  - † Род Petalorhynchus
  - † Род Pristodus
  - † Род Siksika
- † Роды incertae sedis
  - † Род Brachyrhizodus
  - † Род Paracymatodus
  - † Род Serratodus